# New Halfa
New Halfa este un oraș în Sudan, fost sit nubian.